# Javier Bello
Javier Bello (* 20. Juli 2000 in Madrid, Spanien) ist ein britischer Beachvolleyballspieler, der für das Team England an den Start geht.

## Karriere

### Jugend
Schon im Alter von sechs Jahren erlernten die Zwillinge Javier und Joaquin Bello das Volleyballspiel in ihrem Geburtsort Madrid. Maßgeblich daran beteiligt war ihr Vater Luis, ein ehemaliger Volleyballspieler, der seine Söhne auch im weiteren Verlauf ihrer Karriere begleitete. Einige Jahre später zog die Familie nach London. Seitdem spielt das Brüderpaar für das Team England. 2016 wurden sie britische U18- und U20-Meister, nahmen an der U19-Weltmeisterschaft teil und belegten dort den 37. Rang. Bei der NEVZA-U17-Meisterschaft in Schweden gewannen sie das Finale gegen ein norwegisches Team. Dieses war der erste Sieg, den jemals ein englisches Team bei diesen Titelkämpfen erreichen konnte. Bei der U18-EM im selben Jahr standen sie im Viertelfinale, eine Platzierung, die sie eine Saison später wiederholen konnten. Zuvor siegten sie bei den Commonwealth-Jugendspielen. Es folgten ein siebzehnter Platz bei der U20-Europameisterschaft, den sie 2018 als Achte verbessern konnten. Im selben Jahr standen sie sowohl bei den Welttitelkämpfen der unter Neunzehnjährigen als auch bei den olympischen Jugendspielen auf dem geteilten fünften Rang. Das Erreichen des Achtelfinales bei den kontinentalen U20- und U22-Meisterschaften 2021 sowie bei der gleichen Veranstaltung eine Spielzeit später rundeten eine erfolgreiche Jugend- und Juniorenzeit ab.

### Erwachsene
2018 starteten die Bellos zum ersten Mal bei FIVB-Events. Es gelang ihnen, bei drei Ein-Stern-Veranstaltungen die Runde der besten sechzehn Teams zu erreichen. Ihre erste Bronzemedaille beim gleichwertigen Wettbewerb in Rubavu in Ruanda erhielten sie eine Spielzeit später. 2020 wurden sie zum ersten Mal britischer Meister. Ein Jahr später gewannen sie sowohl ein nationales Turnier im Land ihrer Geburt, ihre zweite Landesmeisterschaft als auch ihr erstes FIVB-World-Tour-Event in Cortegaça. 2022 standen die Zwillinge drei weitere Male auf der obersten Stufe des Podests bei unterklassigen Veranstaltungen. Außerdem gelang ihnen mit dem Gewinn der Bronzemedaille bei den Commonwealth Spielen der bis dahin größte Erfolg ihrer Karriere. Damit waren sie das erste englische Duo, das jemals bei dieser Veranstaltungsserie eine Medaille erkämpfte. Darüber hinaus standen sie zweimal im Hauptfeld bei den Elite16 in Kapstadt und Torquay, den höchstwertigsten Wettbewerben der Volleyball World Beach Pro Tour.
Noch besser lief es für Javier und Jaquin Bello 2023. Nach zwei Siegen bei nationalen Turnieren reichte es bei der Beachvolleyball-Europameisterschaft zwar nicht zu einer Medaille, mit dem geteilten fünften Platz standen sie jedoch auf einer Stufe mit den Weltmeistern, Olympiasiegern und vierfachen Europameistern Anders Mol und Christian Sørum sowie dem deutschen Spitzenpaar Nils Ehlers und Clemens Wickler. Anschließend gewannen die englischen Sportler eine weitere nationale Veranstaltung sowie die Bronzemedaille der Challenge in Goa und erreichten das Viertelfinale in Haikou sowie das Halbfinale in Nuvali.
Auf der World Tour 2024 starteten die Zwillinge mit einem dritten Platz beim Challenge-Turnier im brasilianischen Recife. Nach Achtelfinalteilnahmen bei der Europameisterschaft sowie dem hochwertigen Turnier in Brasiliens Hauptstadt erreichten sie in der zweitgrößten Stadt des Landes ihren bis dahin größten Erfolg überhaupt bei einem Elite16-Turnier. In Rio de Janeiro überstanden sie zunächst die Qualifikation und gewannen danach ihren Pool dank des besten Ballquotienten gegenüber zwei punktgleichen Kontrahenten. Im Viertelfinale besiegten sie die Ukrainer Popow / Resnik in zwei sowie in der Vorschlussrunde die Norweger Anders Mol / Christian Sørum in drei Sätzen. Das Finale gewannen die Engländer nach Abwehr mehrerer Matchbälle im zweiten Durchgang mit 22:24, 30:28 und 15:13 gegen die Argentinier Tomas und Nicolás Capogrosso, für die das Erreichen des Endspiels ebenfalls ihr bestes Resultat bis zu diesem Zeitpunkt war. Auch beim letzten Challenge-Turnier 2024 im philippinischen Nuvali erreichten die Bello-Brüder Platz drei.

## Sonstiges
Ähnlich wie die Beachvolley Vikings Mol / Sørum und deren Umfeld ist auch Team Bello Volley ein Familienunternehmen. Vater Luis, der inzwischen im Hauptberuf Lehrer am französischen Gymnasium in London ist, trainiert die Athleten, Mutter Barbara Echevarria kümmert sich als Managerin um organisatorische Belange und der jüngere Bruder Juan Enrique tritt schon in die Fußstapfen der Älteren und gewann 2023 die Bronzemedaille beim Future in Bujumbura.

Javier Bello hat inzwischen sein Studium an der Royal Holloway, University of London in Politik, Philosophie und Wirtschaft abgeschlossen.